# Tschechische Badminton-Mannschaftsmeisterschaft 2019
Die Tschechische Badminton-Mannschaftsmeisterschaft der Saison 2018/2019 gewann das Team von BK 1973 Deltacar Benátky nad Jizerou.

## Vorrunde
| Platz | Team                                   | Punkte | Spiele | G | U | V | Spielpunkte |   |    | Sätze |   |    | Bälle |   |      |
| ----- | -------------------------------------- | ------ | ------ | - | - | - | ----------- | - | -- | ----- | - | -- | ----- | - | ---- |
| 1     | BK 1973 Deltacar Benátky nad Jizerou   | 28     | 7      | 7 | 0 | 0 | 44          | - | 12 | 93    | - | 34 | 2514  | - | 1880 |
| 2     | Badminton FSpS MU                      | 22     | 7      | 5 | 0 | 2 | 35          | - | 23 | 78    | - | 57 | 2513  | - | 2242 |
| 3     | Sokol Radotín Meteor Praha             | 22     | 7      | 5 | 0 | 2 | 33          | - | 25 | 73    | - | 59 | 2411  | - | 2360 |
| 4     | SK Stavos Brno Slatina                 | 19     | 7      | 4 | 0 | 3 | 33          | - | 26 | 75    | - | 65 | 2530  | - | 2435 |
| 5     | TJ Sokol Klimkovice                    | 16     | 7      | 3 | 0 | 4 | 28          | - | 31 | 65    | - | 69 | 2301  | - | 2267 |
| 6     | Sportovní klub Badminton Český Krumlov | 16     | 7      | 3 | 0 | 4 | 26          | - | 32 | 58    | - | 70 | 1981  | - | 2290 |
| 7     | TJ Montas Hradec Králové               | 10     | 7      | 1 | 0 | 6 | 21          | - | 38 | 48    | - | 79 | 2027  | - | 2353 |
| 8     | BA Plzeň                               | 7      | 7      | 0 | 0 | 7 | 12          | - | 45 | 36    | - | 93 | 2032  | - | 2482 |

## Viertelfinale
- SK Stavos Brno Slatina – Sportovní klub Badminton Český Krumlov: 6:2
- Sokol Meteor Praha-Radotín – TJ Sokol Klimkovice: 5:2

## Halbfinale
- Badminton FSpS MU – Sokol Meteor Praha-Radotín: 5:3
- BK 73 Deltacar Benátky nad Jizerou – SK Stavos Brno Slatina: 5:1

## Spiel um Bronze
- Sokol Radotín Meteor Praha – SK Stavos Brno Slatina: 5:2

## Finale
- BK 73 Deltacar Benátky nad Jizerou – Badminton FSpS MU: 5:3